# The Sounds
The Sounds – szwedzka grupa muzyczna.

## Albumy
- Living In America (2002)
- Dying To Say This To You (2006)
- Crossing The Rubicon (2009)
- Something To Die For (2011)
- Weekend (2013)

## Single
- Hit Me! (2002)
- Living in America (2002)
- Seven Days A Week (2003)
- Rock ‘n’ Roll (2003)
- Tony the Beat (Push it) (2006)
- Song with a Mission (2006)
- Think About That (Can You Help It)(2006)
- Painted By Numbers (2006)
- No One Sleeps When I’m Awake (2009)

Piosenka „Ego” została wykorzystana w filmie rowerowym „New World Disorder 7- Flying high again” do której jeździł Jeff Lenosky. Utwór „Song With A Mission” znalazł się na ścieżce dźwiękowej filmu snowboardowego „Double Decade” produkci MDP, a singiel „Rock ‘n’ Roll” został użyty w filmie „Oszukać Przeznaczenie”. Utwór „Tony the Beat” został wykorzystany w narciarskim filmie „Push” (2006) wyprodukowanym przez Matchstick Productions oraz „Prosto w serce” (2007). Utwór „Something to die for” wykorzystano w filmie „Krzyk 4".